# Abyss Lake
Abyss Lake – jezioro w południowo-wschodniej Alasce. Położone jest na wschód od lodowca Brady, więc przyjmuje od niego stopioną wodę. Woda z jeziora przedostaje się do rzeki Dundas, zatoki Dundas, Cross Sound lub do Pacyfiku.
Jezioro znajduje się w Parku Narodowym Glacier Bay. Odpływ jego wód jest często hamowany przez zatory lodowe. Po jej roztopieniu następuje jökulhlaup. Zdarzenia te miały miejsce w następujących latach: 1994, 1997, 1998, 2000, 2001, 2005 i 2006.